# Les Proverbes d'Alfred
Les Proverbes d'Alfred sont un recueil de dictons en moyen anglais attribué au roi Alfred le Grand. En réalité, ils n'ont probablement aucun lien avec lui : ils ne subsistent que dans quatre manuscrits du XIIIe siècle et leur rédaction se situe vraisemblablement dans la deuxième moitié du siècle précédent. Ils sont rédigés en vers allitératifs, mais ne suivent pas les règles strictes de la versification anglo-saxonne.